# Mordecai Brown
Pour les articles homonymes, voir Brown.
Mordecai Peter Centennial Brown surnommé Three Finger Brown (né le 19 octobre 1876 à Nyesville, Indiana, décédé le 14 février 1948  à Terre Haute, Indiana) fut un lanceur américain des ligues majeures de baseball pendant 14 saisons entre 1903 et 1916.

## Carrière

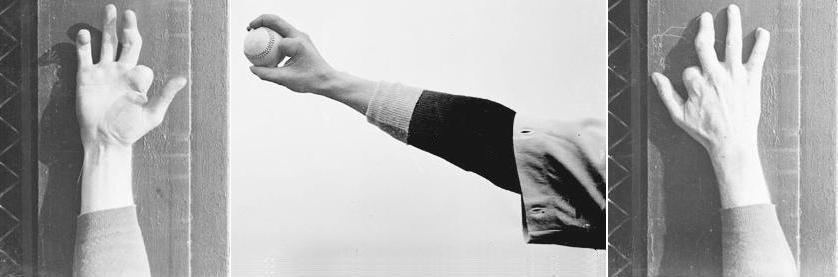
La main droite de Mordecai Brown.

Pendant sa jeunesse, il est profondément blessé lors d'un accident dans sa ferme et perd deux parties de ses doigts à la main droite. Malgré cela, il a joué dans les Ligues majeures pendant 14 saisons, dont 10 saisons avec les Cubs de Chicago. Il a notamment rivalisé avec Christy Mathewson des Giants de New York et fut battu par Mathewson lors de la dernière partie de la carrière de Mathewson en 1916. Brown a gagné 239 parties en 14 saisons, dont au moins 20 victoires lors de six saisons de suite entre 1906 et 1911. À la batte, malgré sa main blessée, il fut frappeur ambidextre avec une moyenne en carrière de 0,206, 74 points produits et 96 points comptés en 493 parties. Pendant sa carrière, il a enregistré 239 victoires pour 130 défaites et une moyenne de points mérités de 2,06, la quatrième meilleure moyenne de l'histoire des Ligues majeures. Après sa retraite, il a continué à lancer dans les Ligues mineures et en 1928, à l'âge de 51 ans, il a retiré 9 frappeurs sur les prises en trois manches. Il est mort en 1948 à la suite d'un accident vasculaire cérébral lié à son diabète. Un an après, il est au Temple de la renommée du baseball.